# Coreglia Ligure
Coreglia Ligure (en ligur Coëgia) és un comune italià, situat a la regió de la Ligúria i a la ciutat metropolitana de Gènova. El 2011 tenia 279 habitants.

## Geografia
Es troba a les faldes del mont Pegge (774 m), a la vall mitjana de Fontanabuona, a l'est de Gènova, i compta amb una superfície de 8 km² i les frazioni de Canevale, Dezerega. Limita amb les comunes de Cicagna, Orero, Rapallo, San Colombano Certenoli i Zoagli.

## Agermanaments
- Coreglia Antelminelli, Itàlia, des del 2005